# Rödbröstad maki
Rödbröstad maki (Eulemur rufus) är en primat i familjen lemurer som förekommer på västra Madagaskar. Arten Eulemur rufifrons ansågs tidigare vara en underart eller ett synonym till rödbröstad maki.

## Utseende
Med en kroppslängd (huvud och bål) av 35 till 48 cm, en svanslängd av 45 till 55 cm och en vikt av 2,2 till 2,3 kg är rödbröstad maki en medelstor art i släktet. Pälsen är på hanarnas baksida gråbrun till orangebrun medan buken är ljusgrå till krämfärgad. På huvudets topp har hanar rödaktig päls. Honor är mera rödaktig på ryggen och på huvudet finns gråbruna hår. I ansiktet finns hos båda kön en svartgrå region som går från hjässans mitt över näsan till munnen. Övriga delar kring ögonen är grå. Hos hanar är pälsen vid kinderna mera yvig.

## Habitat och status
Rödbröstad maki vistas främst i torra lövfällande skogar. Den jagas i viss mån för köttets skull. Ett större hot är svedjebruk och skogsavverkningar för olika ändamål. Utförda studier undersökte främst arten Eulemur rufifrons som förekommer längre söderut. Därför saknas data för Eulemur rufus. IUCN listar arten med kunskapsbrist (DD).

## Ekologi
Vuxna hanar och honor samt deras ungar bildar flockar som vanligen har 4 till 18 medlemmar. Ibland bildas flockar med 30 till 100 individer. Inom flocken etableras en hierarki. Rödbröstad maki kan vara aktiv på dagen och på natten. Den äter frukter, blad, blommor, bark, trädens vätskor och jord samt olika ryggradslösa djur.
Efter cirka 120 dagar dräktighet föder honan i september eller oktober en unge, sällan tvillingar. Könsmognaden uppnås efter två till tre år. Rödbröstad maki kan leva 20 till 25 år.